# カバナチュアン駅
カバナチュアン駅(タガログ語: Estasyong daangbakal ng Cabanatuan)はかつてのフィリピン国鉄北方本線の支線、バラグタス-カバナチュアン線の駅。ヌエヴァ・エシハ州カバナチュアンにあった。

## 歴史
カバナチュアン駅はビガー-カバナチュアン間の鉄道の終点として1905年12月18日に開業し、1927年に改築された。その後第二次世界大戦でサービスが中断すると再開は遅れ、1969年3月15日まで運行が再開しなかった。
旅客サービスは1980年に終了し、駅はパンカラハタン・ルナ(Pangkalahatang Luna、ルナ将軍)地区のバランガイ役所に転換された。